# Исимото, Такаси
Такаси Исимото (яп. 石本 隆 Исимото Такаси, 6 апреля 1935 — 1 марта 2009) — японский пловец, призёр Олимпийских игр, экс-рекордсмен мира.
Такаси Исимото родился в 1935 году в Аки префектуры Коти; окончил Университет Нихон.
В 1954 году Такаси Исимото завоевал золотую медаль Азиатских игр в Маниле. В 1956 году на Олимпийских играх в Мельбурне он завоевал серебрянкю медаль на дистанции 200 м баттерфляем. В 1958 году он стал трёхкратным чемпионом Азиатских игр.